# Santa Maria delle Vigne (Genua)

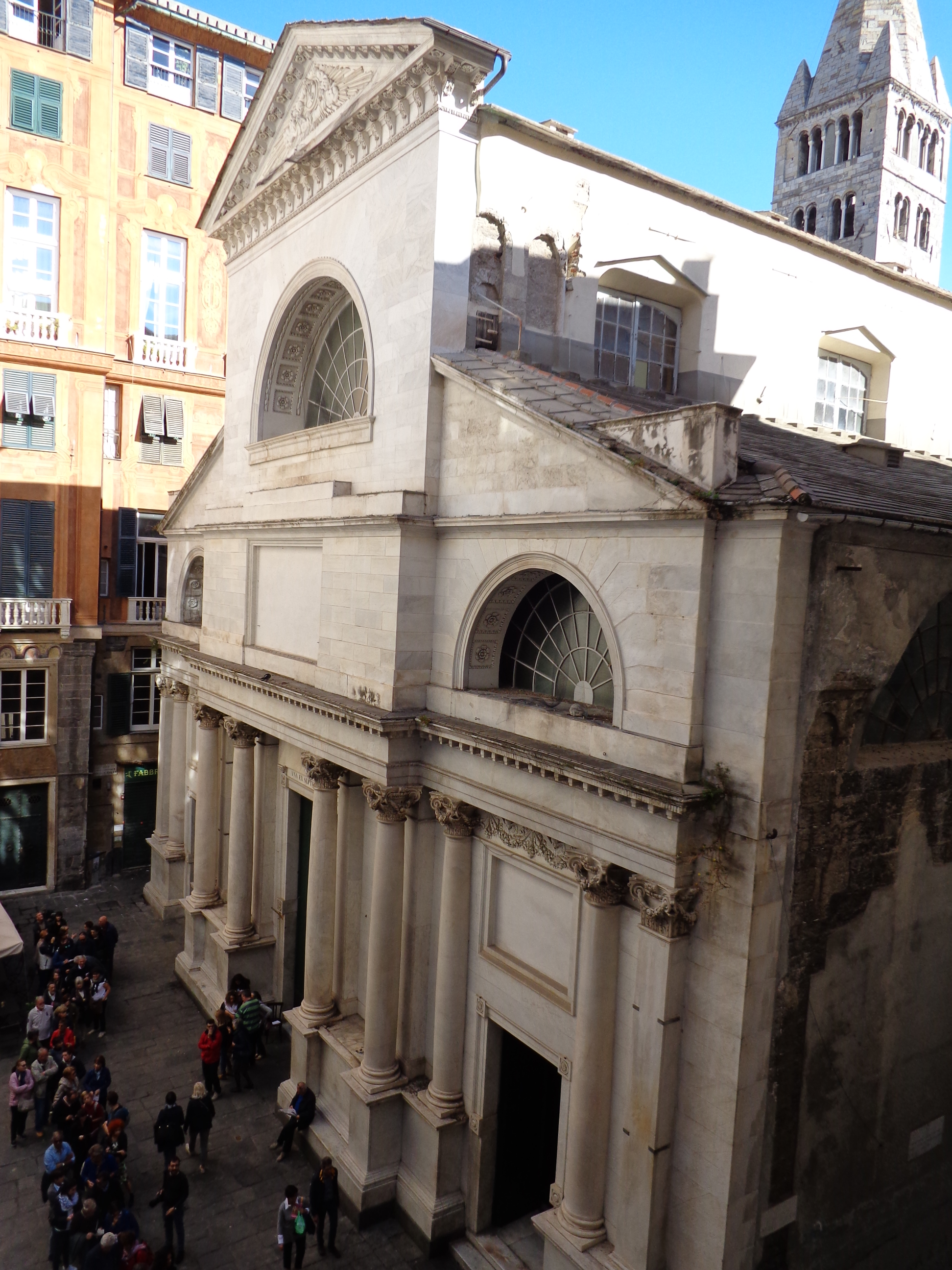
Santa Maria delle Vigne

Die Basilika Santa Maria delle Vigne ist eine der ältesten katholischen Kirchen in Genua in der italienischen Region Ligurien. Die Marienkirche des Erzbistums Genua mit dem Titel einer Basilica minor geht auf eine Kapelle aus dem 6. Jahrhundert zurück. Der teilweise erhaltene romanische Bau aus dem 10. Jahrhundert wurde bis in das 19. Jahrhundert wiederholt umgestaltet und präsentiert sich heute barock und klassizistisch gestaltet.

## Geschichte
Die Basilika liegt außerhalb der ursprünglichen Stadtmauern aus der Karolingerzeit im Herzen der Altstadt, nicht weit entfernt von der damalig außerstädtischen Kathedrale San Siro. Sie geht auf eine an dieser Stelle bereits im 6. Jahrhundert errichtete Marienkapelle zurück, die nach einer überlieferten Marienerscheinung errichtet worden sein soll. An ihrer Stelle wurde kurz vor der ersten Jahrtausendwende die Kirche errichtet, die den Namen S. Maria delle Vigne nach den umgebenden Wingerten erhielt. Der Bau ist durch eine Tafel an der Seitenwand der Kirche belegt[8], im Registrum Curiae wird die Kirche Santa Maria delle Vigne erstmals 1083 erwähnt.
Die weiteren Bauphasen sind nur wenig belegt, der Ausbau der Kirche im 13. Jahrhundert gilt aber als gesichert. Aus dieser Zeit stammt der Dachstuhl über dem Gewölbe aus dem 17. Jahrhundert. Der Bau des Glockenturms erfolgte vermutlich zusammen mit der Erhebung zur Pfarrkirche um die Mitte des 12. Jahrhunderts. Danach wurde sie durch die neue Barbarossamauer in den Bereich der Stadtmauer aufgenommen. In der zweiten Hälfte des 16. Jahrhunderts wurde die Kirche chorseitig mit dem Ausbau der Apsiden in den dahinter liegenden Friedhof vergrößert. Finanziert vom Patronatsinhaber Agapito Grillo erfolgte der Ausbau ab 1588 durch den Architekten Gaspare della Corte, ab 1602 wurde der Bau mit den Stuckarbeiten im Apsisbereichs weitergeführt.
Beim ersten Pastoralbesuch von Kardinal Stefano Durazzo befand sich das Gebäude 1640 in einem baufälligen Zustand. 15 Jahre später äußerte sich derselbe Kardinal zufrieden über die durch Daniele Casella mit Giovanni Battista Bianco vorgenommenen architektonischen Umbauarbeiten. Die architektonische Struktur wurde dann vollständig renoviert, zusammen mit einer fast vollständigen Rekonstruktion der Kapellen und Altäre. Um 1820 wurden die Fresken in den Gewölben fertiggestellt. Der Bau wurde erst 1841 bis 1848 mit der spätklassizistischen Fassade nach einem Entwurf von Ippolito Cremona vollendet.
Papst Johannes Paul II. verlieh der Kirche mit Schreiben vom 8. Januar 1983 den Titel einer Basilica minor.

## Beschreibung

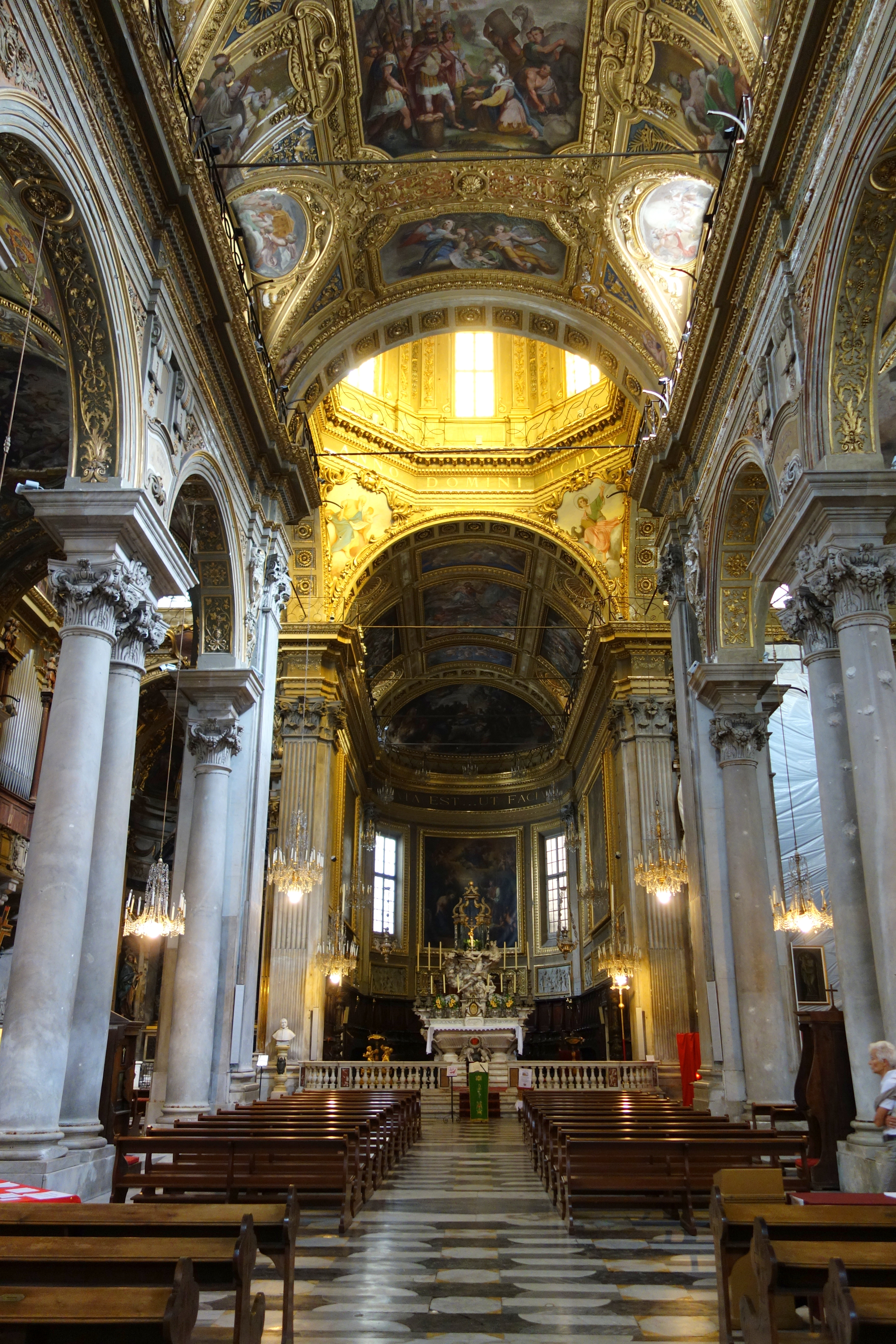
Innenraum

Die klassizistische Fassade der Kirche ist in zwei Etagen gegliedert. Die untere ist durch korinthische Halbsäulen geteilt, die das Gebälk stützen, auf dem sich eine hohe Attika befindet, die durch zwei große halbrunde Fenster an den Seiten gekennzeichnet ist. Die obere Etage zeigt bereits die dreischiffige Gliederung des Innenraums an und wird von einem dreieckigen Giebel abgeschlossen. Die Fassade ist vollständig mit Marmorplatten verkleidet. Das Portal aus dem 15. Jahrhundert auf der rechten Seite der Kirche wird von Statuen überragt, die Donato Rodari und Giovanni Gaggini zugeschrieben werden. 
Die dreischiffige Basilika hat den Grundriss eines lateinischen Kreuzes. Über der Vierung erhebt sich eine Kuppel auf einem hohen achteckigen, durchfensterten Tambour, auf die die Tonnengewölbe mit Lünetten zulaufen. Das zentrale Fresko aus dem 17. Jahrhundert stellt die Madonna mit Kind und dem Heiligen Johannes dar, der eine Reihe von Trauben anbietet, und ist das Werk von Domenico Piola. Die Seitenschiffe sind durch Zwillingsmarmorsäulen mit korinthischen Kapitellen abgetrennt und von einer Reihe von Kreuzrippengewölben auf rechteckigem Grundriss bedeckt. Die Böden bestehen aus schwarzen und weißen Marmorplatten, die zu geometrischen Mustern angeordnet sind.
Die Orgel wurde 1916 von Giovanni Tamburini installiert und vom Erzbischof Ludovico Gavotti eingeweiht. Sie verwendet Material der vorherigen Serassi-Orgel und wurde ab 1925 auf 4000 Pfeifen in 54 Registern ausgebaut.